# Cambridgea occidentalis
Cambridgea occidentalis är en spindelart som beskrevs av Forster och Wilton 1973. Cambridgea occidentalis ingår i släktet Cambridgea och familjen Stiphidiidae. Inga underarter finns listade.